# Deborah Compagnoni
Deborah Compagnoni (n. 4 iunie 1970, Bormio, Lombardia, Italia) este o schioară alpină ce a reprezentat Italia, medaliată olimpică. A participat la 3 ediții ale Jocurilor Olimpice (1992, 1994, 1998) în care a câștigat 3 medalii de aur și o medalie de argint.

## Biografie
Deborah Compagnoni s-a născut în 4 iunie 1970, în Bormio, Lombardia, Italia și este prima, și până în 2010 rămâne singura, schioare alpină care a câștigat medalii de aur la trei olimpiade consecutive. 
La nivel internațional, la 16 ani, a câștigat medalia de bronz la coborâre la Campionatele Mondiale de juniori din 1986, în timp ce în anul următor a câștigat aurul la slalom uriaș și un al doilea bronz la coborâre. În 1988 a avut primul accident major, rupându-și genunchiul drept, urmat de un blocaj intestinal sever care i-a pus viața în pericol. 
Prima medalie de aur a câștigat-o  în super slalomul uriaș la Jocurile de iarnă de la Albertville, Franța, în 1992. A continuat să câștige aurul în slalomul uriaș la Jocurile Olimpice din 1994, de la Lillehammer, Norvegia, și a câștigat din nou aceeași cursă la Jocurile Olimpice din 1998 de la Nagano, Japonia. A câștigat, de asemenea, o medalie olimpică de argint la Nagano, ratând cu puțin un alt aur când a terminat proba de slalom la doar șase sutimi de secundă față de timpul câștigător. 
S-a alăturat circuitului Cupei Mondiale în 1987 și a devenit un schior dominant în anii 1990, în ciuda faptului că a suferit o serie de răni și afecțiuni, inclusiv patru operații la genunchi. A câștigat 16 curse (13 la slalom uriaș, 2 la super-G, 1 la slalom) și o Cupă Mondială sezonieră la slalom uriaș în 1996-1997. Deborah Compagnoni a fost campioană mondială la slalom uriaș în 1996. La campionatele mondiale din anul următor ea s-a clasat pe primul loc atât la slalom uriaș, cât și la slalom. Accidentările repetate au forțat-o să se retragă de la schiul competițional la sfârșitul sezonului 1999. Pe lângă succesele ei olimpice, Compagnoni a strâns un total de 16 victorii la Cupa Mondială în timpul carierei sale în cursele de schi.
La Jocurile Olimpice de iarnă din 1994, Compagnoni a fost purtătorul de steag italian la ceremonia de deschidere, iar la ceremonia de deschidere de la Torino din 2006, a fost penultima purtătoare de torță de pe stadion. Ea a primit, de asemenea, Medalia de aur a meritelor sportive. După ce și-a încheiat activitatea competițională, s-a căsătorit cu Alessandro Benetton, președintele grupului de modă Benetton. A fondat „Skiing for Life”, un proiect caritabil dedicat susținerii persoanelor cu dizabilități și promovării schiului ca activitate terapeutică și de integrare socială pentru aceștia. Ea este, de asemenea, activă în campanii împotriva fumatului și sprijină organizațiile care lucrează împotriva opresiunii femeilor.